# 肢切断
血管外科における肢切断（しせつだん，英: Leg amputation）または肢切断術とは、外傷、腫瘍、感染、末梢循環障害、先天性障害など種々の原因により、下肢を切断する手術のことである。

## 原因疾患
原因疾患として代表的なものには以下のものが挙げられる。
- 慢性動脈閉塞症

慢性動脈閉塞症では、血行再建により遠位までの組織の温存と切断端の一次治癒が期待できるので、血行再建術や血管内治療が可能かどうかを検討することが必要である。
- 急性動脈閉塞症

塞栓症や血栓症によるものの鑑別が重要である。塞栓症が原因の場合、周術期に下肢、内臓、脳などに再塞栓を来すことがあり注意を要する。また血栓症の場合は既存の血管病変が存在することを念頭に置いて、血管病変に対する治療も考慮する。
- 糖尿病足

糖尿病性血管病変による虚血と糖尿病性神経障害による感覚障害が生じた足に、体型、外力、外傷、感染などの原因が絡んで多彩な症状を呈し、潰瘍・壊死を形成した状態である。糖尿病のコントロールが不良であることが多く、また高率に感染を合併するため、周術期の厳重な管理を要する。

## 手術適応
切断の目標は、壊死や疼痛を来している病的組織を除去するのみならず、可能な限り末梢側で切断し、切断端の一次治癒を得ること、更に早期にリハビリテーションを行うことである。足関節が温存されれば、義足とリハビリテーションが不要であるので、足部動脈への積極的な血行再建術を行い、足趾あるいは中足骨レベルでの小切断に留める。義足が必要となる大切断においては、切断部位が高位になればなるほど歩行時の消費エネルギーが増加するので、リハビリテーション後に歩行可能になる確率が低下する。下腿切断患者が完全に運動性を回復する確率は、大腿切断患者の2～3倍高いと報告されている。
大切断を回避するための血行再建術を行わないで一次切断を行う適応は、
- 血行再建不可能
- 足の体重を支える部分の広い範囲の壊死
- 固定した治療不能な屈曲拘縮

以上のような場合が挙げられる。

## 術式
代表的な術式は以下の通りである。
- 趾切断

PIP関節より遠位の壊死なら、基節骨のレベルで切断する。壊死が趾の根部（MP関節）まで及んでいる場合は、中足骨骨頭までを切除する（Ray切断）。
- 中足骨切断

複数趾の壊死、または第1趾の壊死に対して行う。足底部の皮膚は出来るだけ温存しながら、足背側は中足骨の中点を結ぶ線上で皮膚切開を加え、5～10mm近位で切断する。
- 下腿切断

足背・足底に壊死が及び足関節が温存出来ない場合に適応になる。下腿背側に長い皮弁を用いるので、下腿中央より近位に血行障害が及んでいないことが必要である。腓骨は脛骨より2cm程度短く切断し、筋肉は骨断端に固定せず、筋膜、皮膚を縫合閉鎖する。
- 大腿切断

下腿中央より近位に血行障害が及び、膝関節の温存が不可能な場合が適応となる。血行障害の範囲を考慮し、出来るだけ末梢での切断部位を決定する。大腿骨の断端が外側に変位しないように、外側広筋と大腿二頭筋を縫合するか、大腿骨断端に筋肉を固定するなどして、骨断端を切断端の中央に固定する。
また、虚血肢に対する肢切断術の注意点を以下に挙げる。
1. 切断端の血流を確認するため、駆血帯を使用しない
2. 皮膚切開は血流の良好な背側（後方）の皮弁を長くする
3. 皮膚と筋肉との間を剥離しない
4. 腱は周囲組織（小さな栄養血管が走行している）を温存しながら、出来るだけ近位側で鋭的に離断する
5. 皮膚をピンセットで把持せず、組織を愛護的に扱う

## 周術期管理
術後の切断端管理には、弾性包帯を用いる方法とギプス包帯を用いる方法がある。前者では創の観察が容易であり、創の血行障害や感染が疑われれば、部分抜糸やドレナージなどを行える利点がある。後者の方法の利点は、術後の義肢装着が早期に行えることと、断端の浮腫が防げることである。上肢や健側肢の筋力増強や不良肢位拘縮の予防のため、早期に理学療法を開始する。
いずれの原因疾患においても、全身的な動脈硬化が伸展しており、心筋梗塞などの術後合併症が発症する可能性を念頭に置いて、術前評価および周術期管理を行わなければならない。感染や糖尿病など併存疾患のコントロールも重要である。